# 帝国郵便
帝国郵便（ていこくゆうびん、独: Reichspost）は、神聖ローマ帝国およびドイツ国（ドイツ帝国）における国営郵便事業の名称である。

## 概要
帝国郵便はイタリアのベルガモ飛脚を始まりとする。13世紀からイタリアでは飛脚による通信が発達していた。15世紀の神聖ローマ皇帝フリードリヒ3世 は飛脚問屋の中で頭角を現してきたタシス家を召し抱え、続くマクシミリアン1世とカール5世はタシス家の郵便網を帝国全土に広げた。
オランダ独立戦争により郵便網は一時的に麻痺するが、皇帝ルドルフ2世が郵便事業を皇帝のレガーリア（大権）として再建した。これが神聖ローマ帝国の帝国郵便である。経営は引き続きタシス家が行い、1615年に郵便事業はタシス家のレーエン（封土）となった。1648年のヴェストファーレン条約以降、帝国郵便は領邦郵便と競合したが皇帝の保護の元で存続した。1650年、タシス家は家名をドイツ風にトゥルン・ウント・タクシス家と改名した。
1806年に神聖ローマ帝国は解散したが、帝国郵便は中部ドイツの小国間を繋ぐトゥルン・ウント・タクシス郵便として存続した。1867年、普墺戦争に勝利したプロイセン王国はトゥルン・ウント・タクシス郵便を買収して北ドイツ連邦郵便に組み込んだ。1871年にドイツ帝国が成立すると北ドイツ連邦郵便はドイツ帝国郵便となった。この帝国郵便はプロイセン領邦郵便を発祥とするため神聖ローマ帝国の帝国郵便とは別物であるが、ドイツにおける帝国全域を覆う郵便網を持つという意味では同じである。第一次世界大戦後のヴァイマル共和制にも帝国郵便は受け継がれた。ナチス・ドイツは郵便警備隊を組織して帝国郵便の営業範囲を第二次世界大戦の占領地に広げた。1945年の敗戦により、帝国郵便は終焉を迎えた。

## 歴史

### ベルガモ飛脚
後に帝国郵便長官を世襲するタクシス家は1290年からイタリアに郵便網を持っている地方豪族であった。この家系は13世紀のオモデオ・タッソまで遡れ、1251年の記録が見つかっている。ベルガモ近郊のブレンボ川へ突き出た高台にオモデオを輩出したアルメンノ村があった。ベルガモでは教皇派に属するスアルディ家と皇帝派に属するコッレオーニ家が対立しており、オモデオの一族は両勢力の争いを避けて山奥のカメラータ・コルネッロ村へ逃れた。
1264年以後、ベルガモがミラノの支配下に置かれるようになると、オモデオの一族はベルガモの郵便事業を組織化するために戻ってきた。オモデオは1290年にベルガモ飛脚を起業して32人の親族たちを組み込んだ。やがてオモデオはヴェネツィア共和国へ進出し、1305年にヴェネツィア使者商会をつくった。共和国はタッソ一族のためにローマ教皇庁と折衝し、彼らが教皇庁の支配地域で飛脚を営む権利を認めさせた。ベルガモ飛脚はミラノ・ヴェネチア・ローマを結び、フランクフルト・マドリード・バルセロナまでも走った。使者商会は1436年まで市内飛脚と競合した。
14世紀後半になるとミラノやヴェネチアでは駅伝制度が整備された。ミラノでは時刻伝票システムが採用され、伝票に書かれた到着時間を配達人に厳守させることで効率化を図った。ヴェネチアでも複数の飛脚問屋を連携させて各地に宿駅・馬屋・配達人を配置させ、リレー方式で伝達する仕組みを作り上げた。ベルガモ飛脚のタシス家（タッソ家）は飛脚問屋の最有力者として頭角を現し、イタリア全土に郵便経路を建設した。15世紀にヴェネツィアのタシス本家はローマに分家をつくった。一族は特に商人や銀行家として活躍した。ローマ家系は、始祖のセル・アレクサンデル・デ・タッシス・デ・コルネッロにちなんでサンドリと呼ばれた。

### ハプスブルク郵便
神聖ローマ帝国と郵便事業者タシス家の関わりは、1443年にベルガモ飛脚のルッジェーロ・デ・タシスがハプスブルク家のローマ皇帝フリードリヒ3世 の宮廷に召抱えられたことで始まった。ルッジェーロは1450年までにベルガモから帝都ウィーンまでの郵便を組織し、さらには1460年までにインスブルックからシュタイアーマルクまでを整備した。1477年に皇帝の嫡子マクシミリアン1世はマリー・ド・ブルゴーニュとの結婚によりブルゴーニュ公領ネーデルラントを手にした。そこで1480年頃にオーストリアのウィーンからネーデルラントのブリュッセルを結ぶ郵便路線が整備された。これは神聖ローマ帝国の東端と西端を結ぶものであり、後に帝国郵便の幹線へと発展した。
1489年、ルッジェーロの甥であるヤネット・デ・タシスはインスブルックの郵便局長となった。1495年にヤネットは皇帝フリードリヒ3世の後を継いだローマ王マクシミリアン1世と郵便協定を結んで宮廷の郵便長官に就き、帝国全土の郵便事業の契約を交わした。マクシミリアン1世は父の時代の郵便路線を自らの家領全体に拡大した。この時点で扱われた郵便物は主に公文書などであり民間利用は出来なかった。マクシミリアン1世のインスブルック政庁は郵便事業に干渉するばかりで経済的に報いることが少なく、ヤネットの弟のフランチェスコ・デ・タシス1世は逃げるようにしてネーデルラントのブリュッセルへと赴いた。

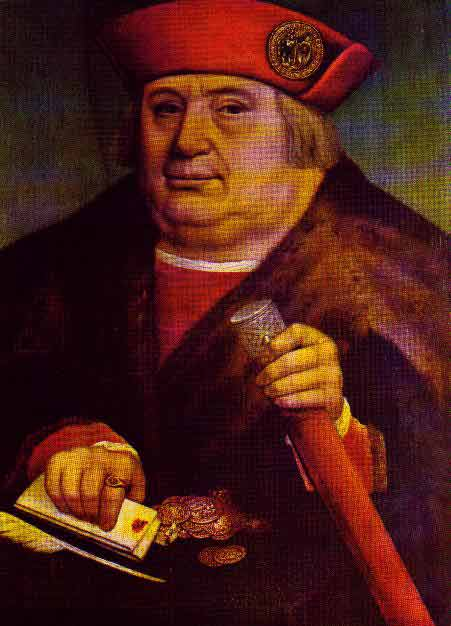
フランチェスコ・デ・タシス1世

マクシミリアン1世の皇子ブルゴーニュ公フィリップ4世は1502年にフランチェスコ1世・デ・タシスをブルゴーニュとネーデルラントの郵便主任(capitaine et maistre de nos postes)に任じた。フィリップ4世はカスティーリャ女王イサベル1世とアラゴン王フェルナンド2世の娘フアナと結婚しており、1504年にイサベル1世が崩御すると、フアナの共同王としてカスティーリャに進出する機会を得た。1505年1月18日、フィリップ4世はフランチェスコ1世にとって旨味のある郵便事業契約を結んだ。フィリップ4世はリールにあるブルゴーニュ会計検査院を通して毎年1万2000ルーブルの委託金を支払い、フランチェスコ1世は帝国の郵便網建設と郵便事業に責任を持った。
契約によると、最初の郵便網はブリュッセルを起点とする三叉路であった。すなわち皇帝マクシミリアンのインスブルック、フランス王の宮廷パリ、そしてスペイン宮廷とブリュッセルを結ぶものだった。フランチェスコ1世の郵便網はこの三叉路を幹線として瞬く間に欧州中へ脈を張った。またフランチェスコ1世は副業として商用郵便と旅行業が許された。すなわちこの郵便網は民間利用も可能であった。国費が投じられてはいたが運営はタシス家に一任されており、その収入はフランチェスコ1世のものとなった。
1512年にタシス家は帝国貴族の称号を許され、以降一族はドイツ貴族として社会的地位を高めていった。
フィリップ4世の息子であるブルゴーニュ公シャルル2世は1516年にカスティーリャ王とアラゴン王を兼ねてスペイン王カルロス1世として即位すると、フランチェスコ1世と甥のジョヴァンニ・バッティスタに対し郵便事業の独占と世襲を認めた。スペインはイタリア南部のナポリ王国とシチリア王国も領有していたため、インスブルック行きの幹線はローマ経由でナポリまで延伸された。「近代郵便のマグナカルタ」といわれる当契約では、タシス家の事業独占と郵便局員に対する裁判権が認められており、郵便利用の民間解放も明記された。近代郵便システムの骨格が成り立った画期的な契約であり、西欧を一つの郵便網で結ぶことにより近世の経済発展へ大きく貢献した。郵便網は貿易網としても機能し、商人へ利益をもたらした。
1517年にフランチェスコ1世が死去。1519年にスペイン王カルロス1世が神聖ローマ皇帝カール5世としても即位すると、翌年にジョバンニ・バッティスタは帝国の郵便長官(chief et maistre general de noz postes par tous noz royaumes, pays, et seigneuries)として認められた。民間利用者は増加し続け、1530年代には定期便が設置され、加えて郵便料金の一体化がなされた。
1536年にジョバンニ・バッティスタの子、フランス2世・ファン・タシス（フランチェスコ2世・デ・タシス）が皇帝カール5世によって郵便主任に任じられ、1541年にジョバンニが死去すると郵便長官職を継いだ。フランス2世は皇帝が特に命を下さない限り、その職務を代々子孫に相続させる権利を獲得した。1543年にフランス2世が跡取りを残さずに死去すると、弟のレオンハルト1世・ファン・タシスが皇帝カール5世によって後継者として指名された。カール5世が1546年に退位すると郵便事業は嫡子であるスペイン王フェリペ2世が引き継ぐことになり、スペインが帝国の郵便事業の維持費を負担することになった。
レオンハルト1世・ファン・タシスは1543年から1612年の長期にわたって郵便長官であったがタシス家の立場は曖昧なものであり、帝国の郵便長官であるのか、皇帝の郵便長官であるのか、ハプスブルク家の郵便長官であるのかはっきりしていなかった。多くの諸侯はスペインに仕えてブリュッセルに本拠地を置くイタリア出身のタシス家が皇帝と協定を結んで帝国内で郵便を営んでいると理解していた。つまりこの時点ではまだタシス家は皇帝個人と契約している民間事業者に過ぎなかった。
1568年からネーデルラントでオランダ独立戦争が始まると、タシス家の曖昧な立場が露呈しだした。スペインの国家財政の破綻によりタシス家に対する補助金は途絶え、ネーデルラントを中心とする郵便網は権益を侵食された。1577年にブリュッセルにおけるタシス家の財産が没収されたことで郵便は機能不全に陥った。郵便網は引き裂かれ、給料を受け取れなくなった郵便局員はストライキを起こした。タシス家の郵便を利用していた商人たちは独自の郵便網を構築し始め、これが独立まもないオランダの発展を支えた。

### 帝国郵便（神聖ローマ帝国）

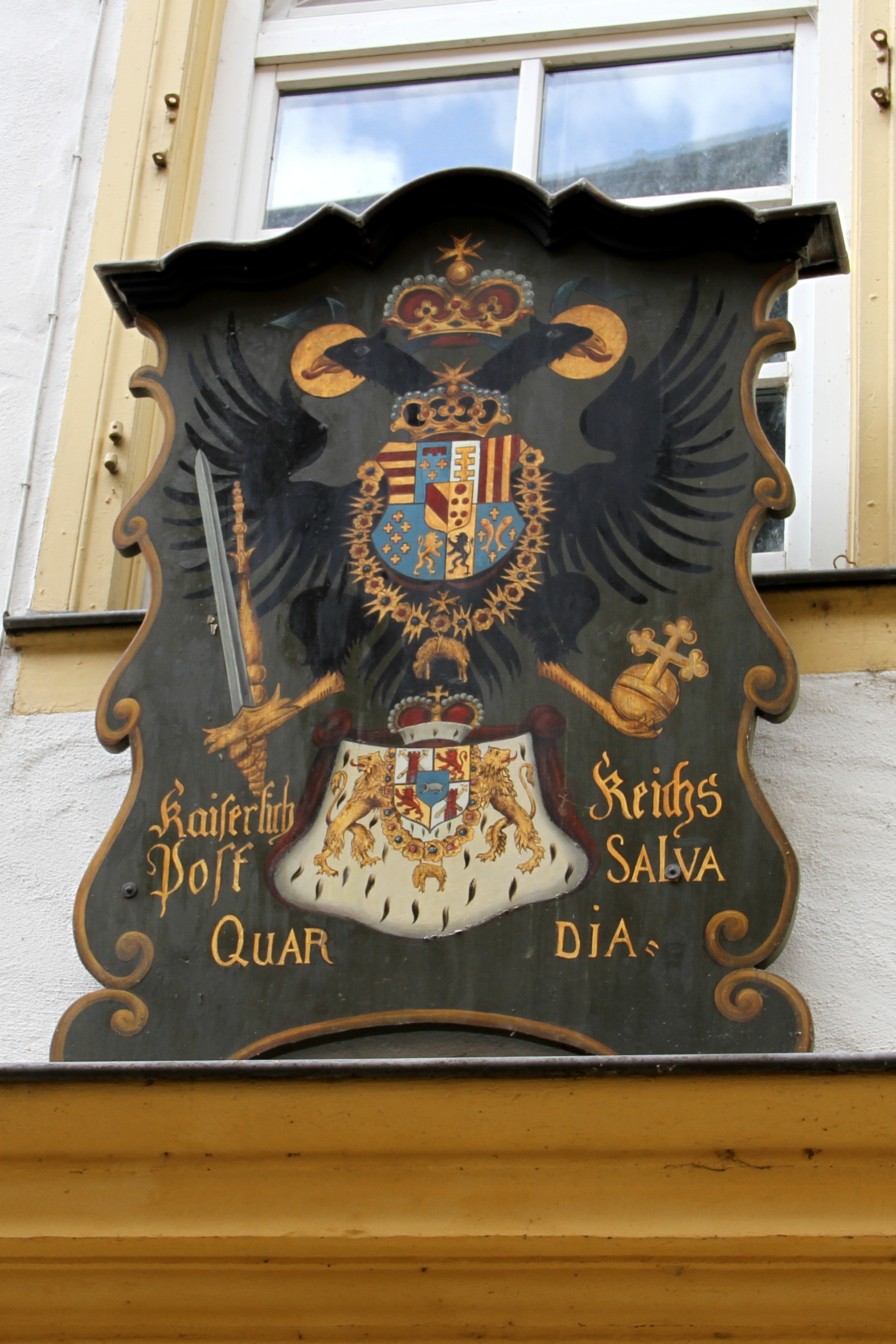
神聖ローマ帝国郵便の紋章（リンブルク）

皇帝ルドルフ2世は機能停止に陥った郵便を再建させるためタシス家に代わって帝国の郵便を統括する長官を探し始めた。しかし1579年にレオンハルト・ファン・タシス1世がネーデルラントの郵便長官に復職してスペインからの補助金支給も断続的に再開されたため、引き続きタシス家が帝国内の郵便を任されることになった。しかし郵便事業の世襲は認められなかった。1596年に皇帝はレオンハルト・ファン・タシス1世を帝国における郵便長官とし、帝国内の全ての郵便事業を委ね、諸侯にもこれを認めるよう命じた。翌1597年に皇帝は郵便事業が国王大権（レガーリア）に属するとし、他のあらゆる郵便事業を禁じた。郵便事業は国家体制に組み込まれ、この時点で「帝国郵便」が成立したと考えることができる。1806年の帝国解散まで帝国郵便は帝国書記局に属し、皇帝の保護の元で存続した。
1608年にタシス家は帝国騎士からフライヘル（男爵）に昇格した。諸侯は郵便で送った機密情報が皇帝に筒抜けになることを恐れて帝国郵便に反発した。実際に帝国郵便は後に皇帝の検閲網として活用された。また皇帝は古代ローマ帝国の法である「クルスス・プブリクス」（ローマ帝国の駅伝制度）に遡って郵便が国王大権に属するとしたが、神聖ローマ帝国が「クルスス・プブリクス」を継承しているという解釈が妥当なのかは、法学界とジャーナリズムを巻き込んで数世紀にわたって論じられた。
1611年にレオンハルト1世の息子ラモラール1世が帝国郵便長官に就任した。翌1612年にルドルフ2世が死ぬと弟のマティアスが皇帝に即位し、ラモラールの長官職を承認した。しかし皇帝やスペインからの補助金は滞りがちであり、運営資金の問題は解決していなかった。加えて法的には郵便事業世襲を認められていないタシス家は権益を確保するため大量の内部留保を蓄えるようになっていた。このため郵便の利益は事業に還元されなかった。ラモラール1世は利益を内部留保に回すこと無く世襲を確保する必要に迫られ、郵便長官職をタシス家のレーエン（封土）とすることを皇帝に懇願した。授封は1615年に認められ、同時に補助金は打ち切られて帝国郵便は独立採算制に移行した。そして皇帝直轄の郵便にこだわるハプスブルク家は自領オーストリアを帝国郵便の管轄から外し、新たにオーストリア宮廷郵便が設立された。1624年、タシス家はグラーフ（伯爵）に昇格して諸侯に列した。所属する帝国クライスはクールラインクライスだった。
帝国郵便の本線はスペイン領ネーデルラントのブリュッセルを起点としてとしてナミュール、バストーニュ、リーザー、ヴェルシュタイン、ラインハウゼン、アウクスブルクを経てインスブルック、そしてトレントへと至るものだった。この経路は有事にフランスを避けてスペインと連絡するためにも使われた。競合する郵便事業は禁止されていたが、帝国自由都市が古くから持つ独自の通信網の維持は許されていた。
17世紀初めまでの郵便路線網は南ドイツからライン地域に偏っていたが、1612年には二本目の本線が設立された。これはブリュッセルからケルン、フランクフルト、アシャッフェンブルク、ニュルンベルクを経てボヘミアへと至るものであり、フランクフルトからライプツィヒ、およびケルンからハンブルクへ至る支線も作られた。こうして1615年の授封をきっかけに帝国郵便はその路線を神聖ローマ帝国全体に拡大した。しかし1618年に始まった三十年戦争によって郵便路線網は甚大な被害を受け、帝国郵便路線は一時全て麻痺した。1644年に講和会議が始まると帝国郵便は再建され、講和会議開催地のミュンスター、オスナブリュックを経由するケルンからハンブルクの路線が新たに設置された。
1648年のヴェストファーレン条約以降、帝国郵便長官伯ラモラール2世とその子孫たちは北ドイツのプロテスタント諸侯による領邦郵便と対抗することになった。オランダもいくつかの選帝侯に接近し、帝国郵便網を切り崩していった。北ドイツ諸侯に排除された帝国郵便は帝国宮内法院に苦情を申し立てた。帝国宮内法院は領邦郵便の廃止を諸侯に指示し、皇帝の郵便レガーリアへの干渉を直ちに辞めることを要求した。しかし事実上の領邦郵便であるオーストリア宮廷郵便や帝国自由都市の郵便は皇帝の許可の元で堂々と営業していることから、諸侯は郵便事業が皇帝のレガーリアではなくヴェストファーレン条約で認められた領邦高権に属すると主張した。このような事情から領邦郵便を廃止させることはもはや不可能となっており、ブランデンブルク領邦郵便は非公式ながら認められた。帝国郵便は他の郵便との連携・協調を迫られた。1663年に帝国郵便はイングランド郵便と契約し、20年間イングランドの書信を帝国内・北欧・東欧・イタリアまで輸送することになった。アントワープでスペインとイタリア行きの書信が仕分けられた。
1650年にタシス家は皇帝の許可を得て家名をドイツ風にトゥルン・ウント・タクシス家（トゥルン・エン・タシス家）と改名した。1695年にオイゲン・アレクサンダー・フォン・トゥルン・ウント・タクシスはフュルスト（侯爵）に昇格して初代トゥルン・ウント・タクシス侯となった。1702年、スペイン継承戦争の煽りを受けてトゥルン・ウント・タクシス家はブリュッセルから移動することになった。新たな本拠地は帝国自由都市フランクフルトだった。1711年にブリュッセルはハプスブルク領に戻ったが帝国郵便本部はフランクフルトに置かれたままとなった。
1740年からのオーストリア継承戦争ではトゥルン・ウント・タクシス家はハプスブルク家と対立し、ヴィッテルスバッハ家の皇帝カール7世に味方した。カール7世が死去するとハプスブルク家は帝位を取り戻したが、ハプスブルク家当主マリア・テレジアの夫である皇帝フランツ1世は1746年にトゥルン・ウント・タクシス家の郵便事業独占を改めて公認した。その二年後にトゥルン・ウント・タクシス家は帝国議会のあるレーゲンスブルクへ居を移した。フランクフルトに宮殿が出来たばかりであったが、タクシス家は皇帝特別主席代理を務める機会を優先して帝国議会に近いザンクト・エメラム修道院宮殿に住んだ。
トゥルン・ウント・タクシス家は郵便事業で莫大な富を蓄えたが、ナポレオン戦争によって帝国郵便は壊滅へと向かった。4代目のトゥルン・ウント・タクシス侯カール・アンセルムの時代、1792年から1802年のフランス革命戦争とそれに続く1803年から1815年のナポレオン戦争によって帝国郵便は徐々に郵便網を失っていった。第二次対仏大同盟が崩壊して1801年にリュネヴィルの和約が締結され、イタリアとネーデルラントにフランスの衛星国が建国された。帝国郵便は重要な収入源であった南ネーデルラントの郵便網を奪われた。1803年の帝国代表者会議主要決議の第13条では帝国郵便の存続が保証されたが、営業できる地域はリュネヴィルの和約でライン東岸に制限されていた。
1805年11月13日にカール・アンセルムが死ぬと息子のカール・アレクサンダーが5代目のトゥルン・ウント・タクシス侯となった。1805年12月のアウステルリッツの戦いで第三次対仏大同盟がフランス皇帝ナポレオン1世に壊滅的敗北を喫してプレスブルクの和約が締結されると、ヴュルテンベルク公国が王国に昇格して帝国郵便を王国から排除した。その一方で同じく公国から王国に昇格したバイエルン、辺境伯領から大公国に昇格したバーデンにおいてカール・アレクサンダーはトゥルン・ウント・タクシス侯として郵便事業を許可された。
1806年6月12日にナポレオンの主導のもとで中規模諸侯によるライン同盟が成立し、神聖ローマ皇帝フランツ2世は8月に帝国解散を宣言した。これは帝国郵便の終焉も意味し、トゥルン・ウント・タクシス家は帝国諸侯としての身分を失うことになった。しかしカール・アレクサンダーの妻テレーゼ・ツー・メクレンブルク（1789年に結婚）による交渉でトゥルン・ウント・タクシス家は民間企業としてドイツでの郵便事業独占を維持できることになった。ライン同盟規約の第27条は、帝国郵便を経営するトゥルン・ウント・タクシス侯家の郵便事業権を保護した。ナポレオンとは幾重にも交渉がなされていた。ナポレオン戦争の末期とそれに続く激動の時代において、郵便事業の資金提供面ではロスチャイルド家が関わっていた。

### トゥルン・ウント・タクシス郵便

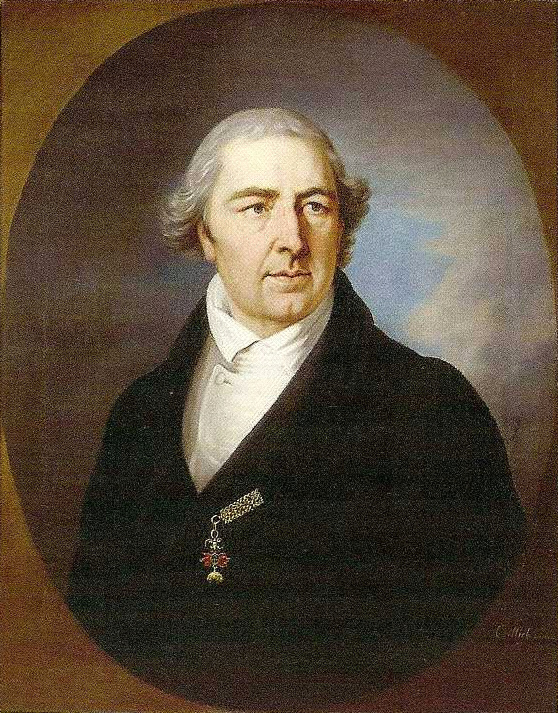
5代目トゥルン・ウント・タクシス侯カール・アレクサンダー

1808年8月1日、バイエルン王国は国営の郵政制度を確立してトゥルン・ウント・タクシス郵便を排除した。1810年にライン同盟首座大司教侯カール・テオドール・フォン・ダールベルクはレーゲンスブルクをバイエルン王国に譲渡した。このため、トゥルン・ウント・タクシス家は郵便事業の本部をレーゲンスブルクからフランクフルト・アム・マインへと60年ぶりに移転した。ナポレオンの敗北と亡命後、ウィーン会議においてドイツ連邦議会の一部参加国は、トゥルン・ウント・タクシス家の郵便事業に関する要求が正当であると認めた。1815年6月8日に成立したドイツ連邦法の第17条により、独自の郵便制度を確立した連邦加盟国はトゥルン・ウント・タクシス家へ補償を与えなければならないと定められた。しかしドイツ連邦外となったネーデルラント連合王国に接収された郵便事業の補償は受けられなかった。
ドイツ連邦法の元でトゥルン・ウント・タクシス郵便が営業したのは、ヘッセン大公国、ナッサウ公国、ザクセン＝ヴァイマル＝アイゼナハ大公国、ザクセン＝マイニンゲン公国、ザクセン＝コーブルク＝ゴータ公国、ロイス侯国、シュヴァルツブルク＝ルードルシュタット侯国、リッペ＝デトモルト侯国、シャウムブルク＝リッペ侯国、自由都市フランクフルト・アム・マイン、ハンブルク、ブレーメン、リューベックであり、いずれも小国である。1816年5月20日、フランクフルト・アム・マインに本部が置かれることが確認された。
1816年5月14日、カール・アレクサンダーはヘッセン選帝侯国の郵便制度を運営するためにウィリアム1世選帝侯との契約を結んだ。契約に先立ち、トゥルン・ウント・タクシス郵便は1814年1月23日に選帝侯国の州郵便システムと相互輸送契約を結んでいた。同年6月4日、プロイセン王国がラインラントで得た領地での郵便事業をトゥルン・ウント・タクシス郵便より継承した。同様にバイエルン王国がウィーン会議で得たラインプファルツの郵便事業を継承した。1819年7月27日、ヴュルテンベルク王国は国家郵便制度の所有権と管理を、トゥルン・ウント・タクシス郵便に移譲した。1822年、トゥルン・ウント・タクシス家はオーストリア帝国からボヘミアのホティーシャウを108万9200グルデンで購入した。1835年、ベルギー独立革命などを受けてトゥルン・ウント・タクシス家は1670年に姻族から譲り受けたブレン・ル・シャトーを初めとするネーデルラントに有する土地を全て売却した。
1847年にドレスデンでドイツ郵便会議が開催され、ドイツ・オーストリア郵便協会が設立された。この協会は1850年7月1日に実効力を持った。その前の1850年4月6日にはトゥルン・ウント・タクシス郵便も協会に加わったが、プロイセン王国は否定的な反応を示した。1866年の普墺戦争でプロイセンが勝利すると、プロイセンはフランクフルトとトゥルン・ウント・タクシス郵便本部を占領した。1867年1月28日に契約が締結・批准され、7月1日にトゥルン・ウント・タクシス家の郵便事業はプロイセンが購入した。最後の郵便局長はマクシミリアン・カール・フォン・トゥルン・ウント・タクシスであった。既にトゥルン・ウント・タクシス家の収益における郵便事業の割合はかなり低下しており、家業を失った痛手は小さかった。トゥルン・ウント・タクシス家は現代に至るまで名家・富豪として存続している。マクシミリアン・カールの長男マクシミリアン・アントン・フォン・トゥルン・ウント・タクシスはホーエンツォレルン家とポルトガル王室へ娘を嫁がせた。
1990年12月15日の報道によると、トゥルン・ウント・タクシス侯9世代目の当主ヨハネスの死去によりアルベルト・プリンツ・フォン・トゥルン・ウント・タクシスが相続した遺産は数十億マルクにのぼり、彼は当時世界最年少のビリオネアとなった。

### 帝国郵便（ドイツ国）

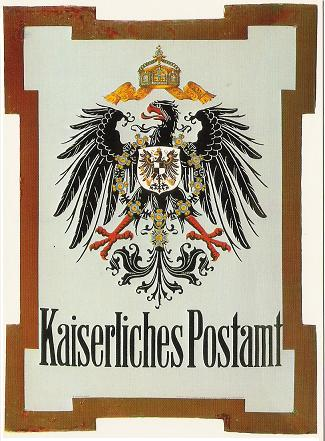
帝国郵便章、1900年ごろ

1866年、普墺戦争の講和条約であるプラハ条約でドイツ連邦は解体した。プロイセン首相オットー・フォン・ビスマルクによってオーストリアを排除した北ドイツ連邦が成立し、1867年7月1日から憲法が発効した。第48条によれば、事実上拡大したプロイセンである北部ドイツ州の連邦区域は、ハインリヒ・フォン・シュテファン長官が率いる統一郵政当局の下にあった。
1870 - 71年、普仏戦争におけるプロイセンの勝利によりドイツが統一され、ドイツ帝国が成立した。これに伴ってドイツ帝国郵便が設立され郵便事業は国営となった。新たな帝国郵便はフランスから獲得したエルザス＝ロートリンゲンを含むドイツ帝国の正式な郵便組織となった。南ドイツのバーデン、ヴュルテンベルク、バイエルンは帝国成立後も独自の郵便組織を維持していたが、徐々に帝国郵便に統合された。1876年1月1日、フォン・シュテファンが郵便局長に就任し、帝国郵便は帝国首相ビスマルクの管轄から離れた。第一次世界大戦では1916年8月1日から戦争費用を賄うために郵便物に帝国配達税が課された。

ドイツ帝国郵便のロゴ、1925年

1918 - 19年のドイツ革命によりヴァイマル共和制が樹立された。ヴァイマル共和制は「ドイツ帝国」の国号を受け継いだため、帝国郵便も名称変更されなかった（ただし、ヴァイマル共和制以後のドイツ帝国（Deutsches Reich）は通常、ドイツ国と訳す）。ベルリンの元帝国郵便局は帝国郵政省となった。ハイパーインフレ期の後、ドイツ帝国郵便（DRP）は1924年に再び内閣の管轄から離れ、国営企業として運営された。1932年6月2日、フランツ・フォン・パーペン首相によってパウル・フライヘア・フォン・エルツ＝リューベナッハが帝国郵便大臣に任命された。リューベナッハはナチスが権力を掌握していく中でも1933年に次官ヴィルヘルム・オーネゾルゲの「支援」により職を維持した。
郵便エリアは、1935年のザール併合、1938年のアンシュルス（オーストリア併合）、ミュンヘン会談によるズデーテンラント併合により大幅に拡大された。この時期に帝国郵便は、一般市民にも開放されたものとしては世界初となる公衆テレビ電話 (Videotelephony) の開設も行っている。
第二次世界大戦では、ナチス・ドイツが併合したポーランド地域にも帝国郵便の営業範囲が広がった。1941年には郵便番号が導入された。ドイツ国防軍の郵便警備隊は陸軍、海軍、空軍の下部組織のみならず、一般親衛隊、武装親衛隊、国家労働奉仕団の下部組織でもあり、占領地における郵便事業を行った。しかし配達は1945年1月から連合軍の進出によって滞るようになった。5月8日にドイツは降伏し、帝国郵便は機能を停止した。
6月5日に連合国管理理事会はベルリン宣言で政府の権限を正式に引き継ぎ、帝国郵便は連合制郵政当局に取って代わられた。1948年、ドイツの東西分裂によりドイツ連邦郵便が西ドイツに、ドイツ郵便が東ドイツに設立された。加えて西ベルリンやザール（1947-1956）にも郵便局が別々にあった。1990年のドイツ統一後、郵便事業はドイツ連邦郵便に統合された。ドイツ連邦郵便は1995年にドイツテレコム、ドイツ・ポストバンク、そしてドイツポストに分割、株式会社として民営化された。

## 歴代郵便局長

### ハプスブルク郵便
- ヤネット・デ・タシス（ドイツ語版）（1490年 - 1501年）
- フランチェスコ1世・デ・タシス（帝国騎士、1501年 - 1517年）
- ジョヴァンニ・バッティスタ・デ・タシス（ドイツ語版）（帝国騎士、1517年 - 1541年）
- フランス2世・ファン・タシス（帝国騎士、1541年 - 1543年）
- レオンハルト1世・ファン・タシス（ドイツ語版）（帝国騎士、1544年 - 1579年）

### 神聖ローマ帝国郵便
- レオンハルト1世・ファン・タシス（ドイツ語版）（帝国騎士⇒男爵、1579年 - 1612年）
- ラモラール1世・ファン・タシス（ドイツ語版）（男爵⇒伯爵、1612年 - 1624年）
- レオンハルト2世・ファン・タシス（ドイツ語版）（伯爵、1624年 - 1628年）
- アレクサンドリネ・ファン・タシス（ドイツ語版）（伯爵夫人、1628年 - 1646年）
- ラモラール2世・クラウディス・フランス・ファン・トゥルン・エン・タシス（ドイツ語版）（伯爵、1646年 - 1676年）
- オイゲン・アレクサンダー・フォン・トゥルン・ウント・タクシス（ドイツ語版）（伯爵⇒侯爵、1676年 - 1714年）
- アンゼルム・フランツ・フォン・トゥルン・ウント・タクシス（ドイツ語版）（侯爵、1714年 - 1739年）
- アレクサンダー・フェルディナント・フォン・トゥルン・ウント・タクシス（ドイツ語版）（侯爵、1739年 - 1773年）
- カール・アンゼルム・フォン・トゥルン・ウント・タクシス（ドイツ語版）（侯爵、1773年 - 1805年）
- カール・アレクサンダー・フォン・トゥルン・ウント・タクシス（ドイツ語版）（侯爵、1805年 - 1806年）

### トゥルン・ウント・タクシス郵便
- カール・アレクサンダー・フォン・トゥルン・ウント・タクシス（ドイツ語版）（侯爵、1806年 - 1827年）
- マクシミリアン・カール・フォン・トゥルン・ウント・タクシス（侯爵、1827年 - 1867年）

### 北ドイツ連邦郵便
- カール・ルートヴィヒ・フォン・フィリップスボルン（1867年 - 1870年）

### ドイツ帝国郵便
- ハインリヒ・フォン・シュテファン（ドイツ語版）（1870年 - 1897年）
- ヴィクトル・フォン・ポドビエルスキ（ドイツ語版）（1897年 - 1901年）
- ラインホルト・クレートケ（ドイツ語版）（1901年 - 1917年）
- オットー・リュードリーン（ドイツ語版）（1917年 - 1919年）

### ドイツ帝国郵便（ヴァイマル共和制）
- ヨハネス・ギースベルツ（ドイツ語版）（1919年 - 1922年）
- カール・シュティングル（ドイツ語版）（1919年 - 1923年）
- アントン・ヘーフレ（ドイツ語版）（1919年 - 1924年）
- カール・シュティングル（ドイツ語版）（1924年 - 1926年）
- ゲオルク・シェッツェル（ドイツ語版）（1926年 - 1932年）
- パウル・フォン・エルツ＝リューベナッハ（1932年 - 1937年）

### ドイツ帝国郵便（ナチス・ドイツ）
- ヴィルヘルム・オーネゾルゲ（1937年 - 1945年）
- ユリウス・ドルプミュラー（1945年）